# Mark Kratzmann
Mark Edward Kratzmann, né le 17 mai 1966 à Murgon dans le Queensland, est un joueur de tennis professionnel australien. Il est le frère ainé du joueur Andrew Kratzmann.

## Carrière
En tant que numéro 1 mondial junior, il remporte en 1984 l'Open d'Australie, Wimbledon et l'US Open. Kratzmann a remporté 18 titres en double en tant que professionnel.
Kratzmann a commencé à jouer au cricket après avoir déménagé à Hong Kong en 2003 où il travaillait comme entraîneur de tennis. Il a gagné l'award de la Hong Kong Cricket Association 2005 et 2006. En mai 2007, il a été sélectionné en équipe nationale pour participer à l'ICC Cricket World League Tournament III Division. Il était également dans la liste de 20 hommes pour la Coupe d'Asie, mais n'a pas été retenu dans la liste des 14. Il a fait trois apparitions internationales pour Hong Kong.

## Parcours dans les tournois duGrand Chelem

### En simple
| Année | Open d'Australie | Open d'Australie | Internationaux de France | Internationaux de France | Wimbledon       | Wimbledon   | US Open         | US Open       | Open d'Australie | Open d'Australie |
| ----- | ---------------- | ---------------- | ------------------------ | ------------------------ | --------------- | ----------- | --------------- | ------------- | ---------------- | ---------------- |
| 1982  | n.o.             | n.o.             | —                        | —                        | —               | —           | —               | —             | 1er tour (1/64)  | B. Pils          |
| 1983  | n.o.             | n.o.             | —                        | —                        | —               | —           | —               | —             | 2e tour (1/32)   | P. Cash          |
| 1984  | n.o.             | n.o.             | 1er tour (1/64)          | P. Složil                | 2e tour (1/32)  | T. Šmíd     | —               | —             | 1er tour (1/64)  | S. Davis         |
| 1985  | n.o.             | n.o.             | —                        | —                        | —               | —           | —               | —             | —                | —                |
| 1986  | n.o.             | n.o.             | 1er tour (1/64)          | R. Seguso                | 3e tour (1/16)  | M. Wilander | 1er tour (1/64) | J. Kriek      | n.o.             | n.o.             |
| 1987  | 1/8 de finale    | M. Mečíř         | 1er tour (1/64)          | D. Cahill                | —               | —           | —               | —             | n.o.             | n.o.             |
| 1988  | 3e tour (1/16)   | A. Chesnokov     | —                        | —                        | —               | —           | —               | —             | n.o.             | n.o.             |
| 1989  | 2e tour (1/32)   | M. Mečíř         | 1er tour (1/64)          | T. Mayotte               | 2e tour (1/32)  | M. Mečíř    | 1er tour (1/64) | J. Fitzgerald | n.o.             | n.o.             |
| 1990  | 1er tour (1/64)  | A. Chesnokov     | 1er tour (1/64)          | A. Boetsch               | 3e tour (1/16)  | M. Chang    | 2e tour (1/32)  | P. Cash       | n.o.             | n.o.             |
| 1991  | 1er tour (1/64)  | C. van Rensburg  | —                        | —                        | 1er tour (1/64) | S. Stolle   | —               | —             | n.o.             | n.o.             |

N.B. : à droite du résultat se trouve le nom de l'ultime adversaire.

### En double
| Année | Open d'Australie               | Open d'Australie           | Internationaux de France    | Internationaux de France     | Wimbledon                    | Wimbledon                    | US Open                      | US Open                 | Open d'Australie           | Open d'Australie      |
| ----- | ------------------------------ | -------------------------- | --------------------------- | ---------------------------- | ---------------------------- | ---------------------------- | ---------------------------- | ----------------------- | -------------------------- | --------------------- |
| 1982  | n.o.                           | n.o.                       | —                           | —                            | —                            | —                            | —                            | —                       | 1er tour (1/32) J. Frawley | F. Buehning J. Kriek  |
| 1983  | n.o.                           | n.o.                       | —                           | —                            | —                            | —                            | —                            | —                       | 2e tour (1/16) S. Youl     | B. Dyke R. Frawley    |
| 1984  | n.o.                           | n.o.                       | 2e tour (1/16) S. Youl      | D. Graham L. Warder          | 1er tour (1/32) S. Youl      | S. Edberg A. Järryd          | 1er tour (1/32) B. Levine    | M. Edmondson S. Stewart | 2e tour (1/16) S. Youl     | P. Doohan M. Fancutt  |
| 1985  | n.o.                           | n.o.                       | 2e tour (1/16) S. Youl      | T. Giammalva B. Willenborg   | 1er tour (1/32) S. Youl      | M. De Palmer B. Manson       | —                            | —                       | 1er tour (1/32) S. Youl    | P. McNamara L. Shiras |
| 1986  | n.o.                           | n.o.                       | 2e tour (1/16) D. Cahill    | H. Günthardt P. McNamee      | 2e tour (1/16) D. Cahill     | S. Casal E. Sánchez          | 1er tour (1/32) D. Cahill    | C. Cox N. Odizor        | n.o.                       | n.o.                  |
| 1987  | 1/4 de finale D. Cahill        | K. Flach R. Seguso         | 1/8 de finale D. Cahill     | S. Stewart K. Warwick        | 1/4 de finale D. Cahill      | A. Gómez S. Živojinović      | 1er tour (1/32) D. Cahill    | R. Krishnan M. Schapers | n.o.                       | n.o.                  |
| 1988  | 1/8 de finale D. Cahill        | J. Bates P. Lundgren       | —                           | —                            | —                            | —                            | —                            | —                       | n.o.                       | n.o.                  |
| 1989  | Finale D. Cahill               | R. Leach J. Pugh           | 1er tour (1/32) D. Cahill   | J.C. Báguena B. Uribe        | 1/4 de finale D. Cahill      | R. Leach J. Pugh             | 1/4 de finale D. Cahill      | J. Fitzgerald A. Järryd | n.o.                       | n.o.                  |
| 1990  | 1/4 de finale D. Cahill        | N. Broad G. Muller         | 1er tour (1/32) D. Cahill   | J. Stoltenberg T. Woodbridge | 1er tour (1/32) D. Cahill    | J. Stoltenberg T. Woodbridge | 1er tour (1/32) D. Cahill    | P. Cash W. Masur        | n.o.                       | n.o.                  |
| 1991  | 1/8 de finale D. Cahill        | T. Woodbridge M. Woodforde | 2e tour (1/16) D. Cahill    | T. Nijssen C. Suk            | 1/8 de finale S. Youl        | J. Fitzgerald A. Järryd      | 1er tour (1/32) J. Grabb     | C. Beckman S. Salumaa   | n.o.                       | n.o.                  |
| 1992  | 2e tour (1/16) C. van Rensburg | T. Woodbridge M. Woodforde | 1/2 finale W. Masur         | J. Hlasek M. Rosset          | 1/4 de finale W. Masur       | T. Woodbridge M. Woodforde   | 2e tour (1/16) W. Masur      | R. Båthman R. Bergh     | n.o.                       | n.o.                  |
| 1993  | 1/2 finale W. Masur            | J. Fitzgerald A. Järryd    | 1/4 de finale W. Masur      | M.-K. Goellner D. Prinosil   | 2e tour (1/16) W. Masur      | A. Boetsch O. Delaitre       | 2e tour (1/16) W. Masur      | K. Jones J. Lozano      | n.o.                       | n.o.                  |
| 1994  | 1/8 de finale A. Kratzmann     | M. Damm K. Nováček         | 2e tour (1/16) A. Kratzmann | D. Adams A. Olhovskiy        | 1er tour (1/32) A. Kratzmann | M. Damm K. Nováček           | 1er tour (1/32) A. Kratzmann | M. Knowles W. Ferreira  | n.o.                       | n.o.                  |
| 1995  | 2e tour (1/16) B. Steven       | J. Palmer R. Reneberg      | —                           | —                            | —                            | —                            | —                            | —                       | n.o.                       | n.o.                  |

N.B. : le nom du ou de la partenaire se trouve sous le résultat ; le nom des ultimes adversaires se trouve à droite.

### En double mixte
| Année | Open d'Australie       | Open d'Australie  | Internationaux de France | Internationaux de France | Wimbledon       | Wimbledon           | US Open | US Open |
| ----- | ---------------------- | ----------------- | ------------------------ | ------------------------ | --------------- | ------------------- | ------- | ------- |
| 1989  |                        |                   | —                        | —                        | Finale J. Byrne | J. Novotná Jim Pugh |         |         |
| 1990  |                        |                   | —                        | —                        |                 |                     | —       | —       |
| 1991  | 1/2 finale Pam Shriver | Jo Durie J. Bates | —                        | —                        |                 |                     |         |         |

N.B. : le nom de la partenaire se trouve sous le résultat ; le nom des ultimes adversaires se trouve à droite.